# 藤崎春菜
藤崎 春菜（ふじさき はるな、1997年3月31日 - ）は、日本の女子ラグビーユニオン選手。

## プロフィール
- 大阪府出身[1]。
- ポジションはプロップ(PR)。
- 身長 155cm、体重 59kg
- 7人制女子日本代表に選ばれたことがある[2]。

## 略歴
2015年、京都精華女子高校(現・京都精華学園高校)卒業後、追手門学院大学に入る。
2019年、追手門学院大学卒業後、ながとブルーエンジェルスに加入。